# Nowosiоłki (Smietaninskoje)
Nowosiołki (ros. Новосёлки) – wieś (ros. деревня, trb. dieriewnia) w zachodniej Rosji, w osiedlu wiejskim Smietaninskoje rejonu smoleńskiego w obwodzie smoleńskim.

## Geografia
Miejscowość położona jest 3 km od drogi magistralnej M1 «Białoruś», 2 km od przystanku kolejowego 416 km, 7,5 km od centrum administracyjnego osiedla wiejskiego (Smietanino), 28 km od centrum Smoleńska.

## Demografia
W 2010 r. miejscowość nie posiadała mieszkańców.